# 生態穩定性
生態穩定性是指一個包括生態再生及生態恢復能力（很快的恢復到原有狀態），而且可以持續維持的穩定狀態。其準確的定義會依探討的生态系统、有興趣的變數等而不同。在保育生物學的概念中，穩定的生物個體數量是指不會使其滅絕的個體數量。若是利用動態系統的數學模型進行分析的研究者，多半會利用李雅普诺夫稳定性進行分析。

## 生態穩定性的種類
局部穩定是指系統在短期的變化下可以穩定，而全域的穩定是指系統對物种多样性及食物網動態的變化有高度的阻力，不易受其影響。

### 恆常
生態系統的觀察型研究常用恆常（constancy）來描述生物系統維持不變。

### 抵抗力和慣性（持續性）
抵抗力（Resistance）及慣性（inertia）都是指系統對干擾的固有反應。
干擾是指外在條件造成的改變，一般只會維持一小段時間。抵抗力（Resistance）是量測相關變數在干擾下的變化有多小，而慣性是指生物系統可以抵抗外在干擾的能力。在研究北美後冰河時期生態系的變化時，E. C. Pielou提出了她的觀點
"顯然的，需要相當的時間才能讓成熟的植被出現在新暴露的冰沖刷岩石或冰磧上。也需要相當的時間才能會使整個生態系變化，包括其相依存的植物物種、其形成的棲地、以及在上面居住的動物。因此，氣候引起的生態系統干擾相對氣候變化本身要緩慢平緩的多。

### 恢復能力、彈性和幅度
生態恢復能力（Resilience）是指系統在干擾後維持其機能及其組織結構的傾向。彈性（Elasticity）和生態幅度（amplitude）都是用來量測生態系統的恢復能力。彈性是指系統恢復的速度，而生態幅度是指系統可以偏離原來條件多遠，而干擾結束後仍可以恢復原狀。生態學借用了動態系統中鄰域穩定性及吸引域（domain of attraction）的概念。

## 註腳
1. ↑  Justus, James.  (PDF). Paper presented at the Biennial Meeting of The Philosophy of Science Association, Vancouver, Canada. 2006  [2016-08-10]. （原始内容存档 (PDF)于2010-07-23）.
2. ↑  Justus, J. . Philosophy of Science. 2008, 75 (4): 421–436. doi:10.1086/595836.(Published version of above paper)
3. ↑  Pielou, After the Ice Age: The Return of Life to Glaciated North America (Chicago: University of Chicago  Press) 1991:13